# Le Tonnerre
Pour plus de détails, voir Fiche technique et Distribution.
Le Tonnerre est un film muet français réalisé par Louis Delluc, sorti en 1922.

## Fiche technique
- Titre original : Le Tonnerre
- Réalisation : Louis Delluc
- Scénario : Louis Delluc, d'après la nouvelle Mistress Mac William et la Peur du tonnerre de Mark Twain[1]
- Photographie : Alphonse Gibory
- Société de production : Gaumont[1] - Alhambra Film
- Pays de production :  France
- Langue originale : français
- Format : Noir et blanc  — 35 mm — 1,33:1 — Film muet
- Dates de sortie : 
  - France : 20 janvier 1922

## Distribution
- Marcel Vallée : Mortimer
- Lili Samuel : Evangeline
- Anna Widford : la chanteuse